# کامیلا بار
کامیلا بار (لهستانی: Kamilla Baar؛ زادهٔ ۶ اکتبر ۱۹۷۹) بازیگر اهل لهستان است.
از فیلم‌ها یا مجموعه‌های تلویزیونی که وی در آن‌ها نقش داشته‌است، می‌توان به فرصت دوباره، خبرچینان، کارآگاه فورست، سرپیشخدمت، جنگ‌های پنهان، صفر، لندنی‌ها، در خوشی و سختی، هتل ۵۲، پدر متیو، عشق اول، قانون حقیقی، امید و وینچی اشاره نمود.